# Complesso piramidale egizio

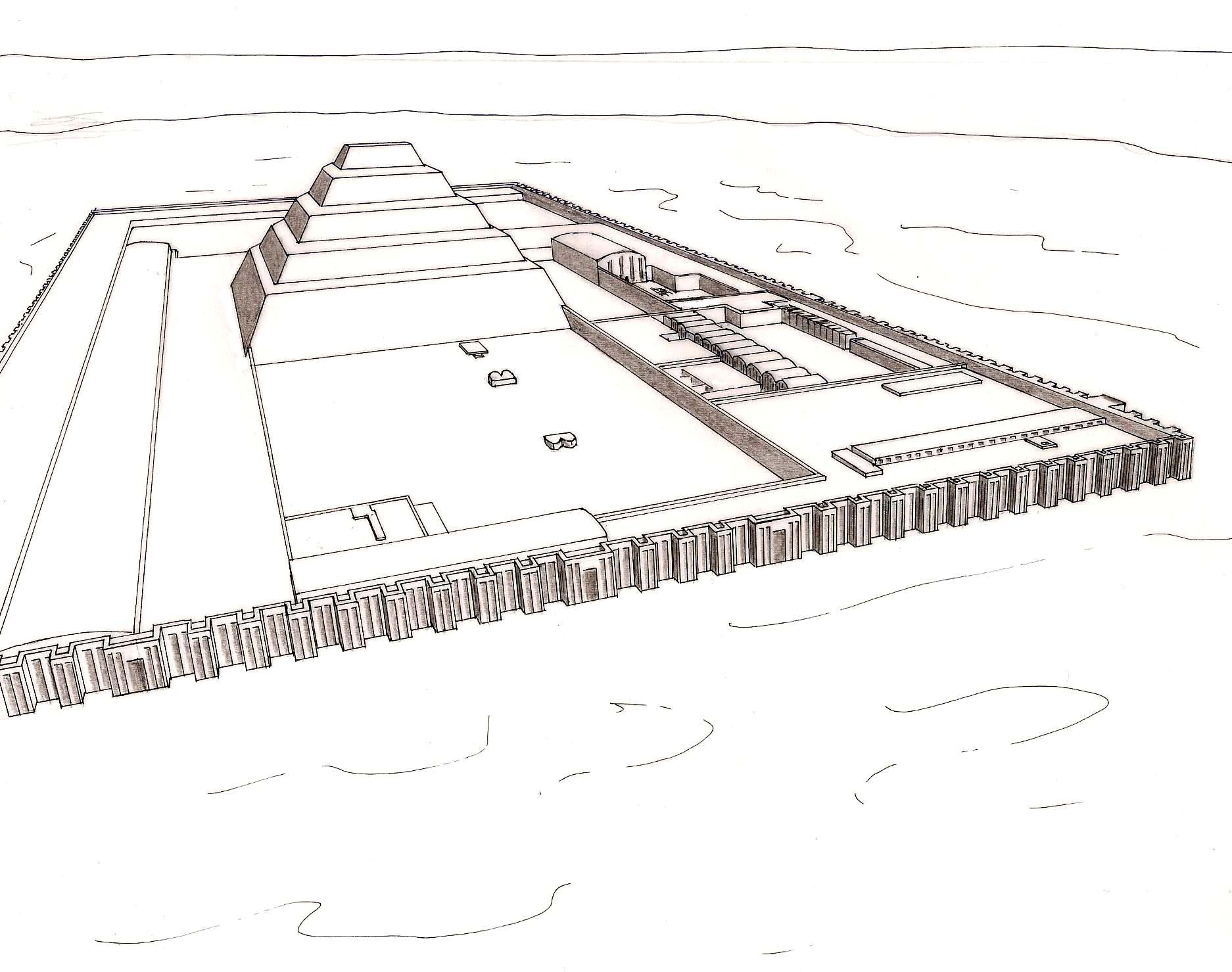
tipologia iniziale del complesso funerario (Djoser)

Il Complesso piramidale egizio nacque all'inizio della III dinastia e aveva lo scopo di riunire in un unico luogo vari tipi di edifici simboleggianti la presenza del sovrano-divinità Horo, adibiti a scopi e valenze diversi, e di consentirne l'esistenza ultraterrena. 

## Storia
Dalle mastabe del periodo arcaico, in modo quasi subitaneo, si ebbe con l'avvento del clero eliopolitano e delle  dinastie menfite, la creazione di strutture articolate, iniziate con Imhotep nel suo complesso funerario e pur variando nel tempo semplificandosi o modificandosi nelle strutture, i complessi piramidali mantennero stabili alcuni requisiti canonici delle varie simbologie religiose come la disposizione sull'asse est-ovest oppure la disposizione delle strutture processionali.
Durante le dinastie IV, V, VI furono edificati gli edifici più grandiosi dovuti al migliorarsi delle tecniche costruttive, alla stabilità politica ma soprattutto al benessere economico.
Le caratteristiche di questi complessi restarono invariate fino alla X dinastia, mentre durante la XI dinastia venne scelta un'altra tipologia di sepoltura e con l'inizio della XII venne ripristinato dal sovrano Amenemhat I il modello canonico che però subì notevoli variazioni come nel caso dei templi che divennero così immensi da essere in effetti realtà autonome come nel caso del Labirinto di Meride ad Hawara.
Con la XIII dinastia furono edificati tre complessi piramidali, quello di Ameny Qemau, di Khendjer e di sovrano ignoto, dopo i quali terminò drasticamente, così come era nata, la costruzione dei complessi piramidali  dovuto a molteplici ragioni tra le quali il trasferimento della capitale a Tebe e la nascita del predominio del clero di Amon.

## Costruzione
La costruzione di un complesso piramidale era un'impresa gigantesca, che non aveva mai fine, perché alla morte di un sovrano il suo successore iniziava immediatamente la costruzione del proprio complesso funerario.
Nessun testo ci è pervenuto con informazioni relative a metodi costruttivi sui quali gli studiosi continuano a formulare varie ipotesi vista anche la tecnologia estremamente semplice di cui gli Egizi disponevano.
Sulla durata dei lavori ci si attiene agli anni di regno del sovrano e solo Erodoto ci dice che per costruire il complesso piramidale di Cheope occorsero circa vent'anni. Ma egli giunse in Egitto circa duemila anni dopo il sovrano, riferendo quindi un dato incerto ed attualmente non verificabile. 
La scelta del luogo avveniva secondo la logica della vicinanza al Nilo, della solidità del terreno, della parte occidentale del sacro fiume dove tramontava il sole e dove era ubicato il regno dei morti. 
Generalmente, il complesso era edificato  nelle vicinanze della piramide del predecessore quasi a voler stabilire una dinastica continuità ma in alcuni casi la grande distanza che poteva intercorrere tra i vari complessi  viene interpretata dagli studiosi come conseguenza di conflitti dinastici.
Nel 2023 le immagini satellitari hanno portato alla luce l'esistenza di un braccio del Nilo poi estinto che si estendeva per 100 chilometri e scorreva parallelo alla catena di antiche costruzioni, dall'oasi di Faiyum a sud fino all'altopiano di Giza a nord.

## Edifici

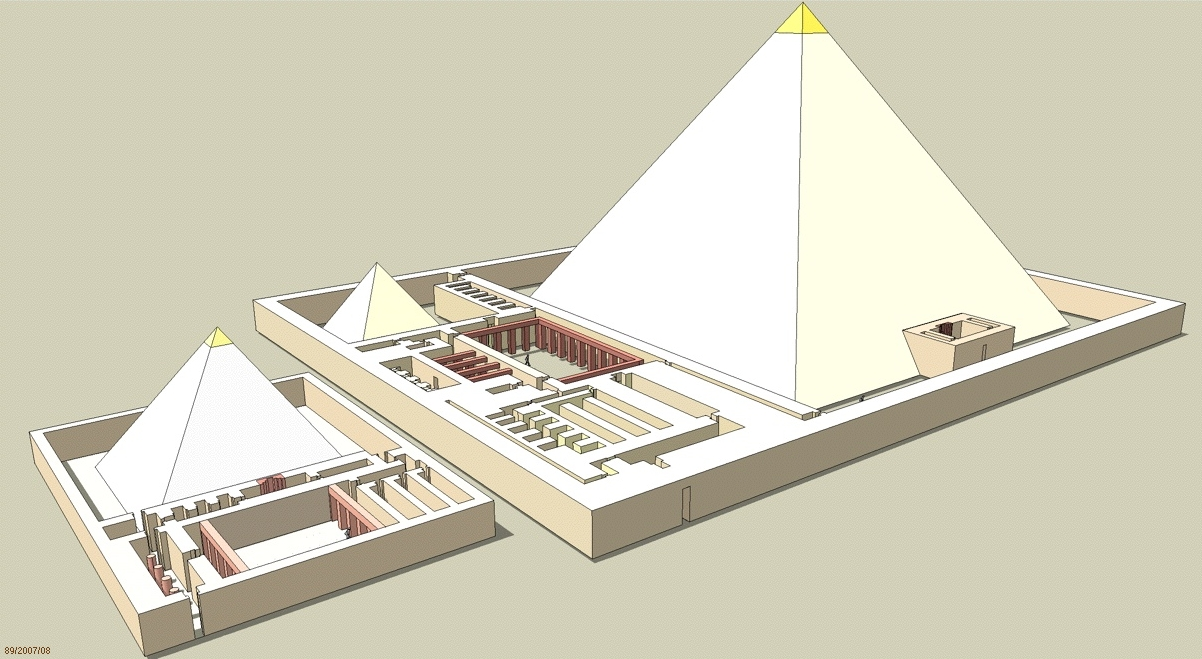
Evoluzione del complesso funerario durante la V dinastia

Il complesso piramidale era inizialmente costituito da:
- piramide principale
- Piramide satellite
- Piramide secondaria
- Tempio funerario
- Tempio T
- Rampa processionale
- Tempio a valle
- Peribolo
- Luogo di culto a nord
- Tenda di purificazione ed imbalsamazione
- Magazzini
- Tomba a Sud
- Casa del Nord
- Casa del Sud
- Serdab
- Fosse navicolari
- altre strutture non identificate

Molti di questi elementi si modificarono o sparirono con l'evolversi dell'architettura dei complessi piramidali e della loro simbologia.
Nelle adiacenze del complesso sorgevano anche la necropoli reale, la necropoli dei nobili e la necropoli civile quest'ultima destinata a tutti coloro che avevano servito fedelmente il sovrano e con il quale potevano così partecipare alla vita ultraterrena.
Vicino alle piramidi sorgevano anche le città degli operai adibiti alle costruzioni e le abitazioni dei sacerdoti addetti alle funzioni giornaliere del culto ma che sovente erano spesso ubicate per praticità nei pressi del tempio funerario.
Per poter espletare la propria funzione il complesso piramidale necessitava di numerosi addetti quali sacerdoti, scribi, servitori, artigiani e senza mancare una scrupolosa amministrazione come dimostrato dai numerosi rinvenimenti dei papiri di Userkhau.
Il complesso funerario, simbolo di grandezza del sovrano, assunse nel tempo l'aspetto di un centro autonomo, le cui strutture e riti erano invisibili al popolo che poteva solo scorgere l'involucro in pietra della sepoltura regale chiamato piramide.